# تالدوم
تالدوم (بالروسية: Талдом) هي إحدى مدن روسيا في الكيان الفدرالي الروسي موسكو أوبلاست.